# Муш (футбольный клуб)
«Муш» — советский и армянский футбольный клуб из Чаренцавана. Основан в 1968 году.
Известно о двух сезонах во второй низшей лиге СССР (1990, 1991) и участии в первой лиге Армении (сезоны 1992, 1993) и розыгрыше Кубка Армении сезона 1992.
Клуб был распущен в 1994 году и в настоящее время не занимается профессиональным футболом.

## Достижения
- В второй низшей лиге СССР — 14-е место в местном турнире (1990), 16-е место в местном турнире (1991)
- В первой лиге Армении — 10-е место (1992), 9-е место (1993).

## Главные тренеры
- Овивян Саркис Вартанович (в 1984 году)
- Варданян В. В. (в 1990—1991 годах, играющий тренер)
- Карапетян В. - начальник команды

## Стадион

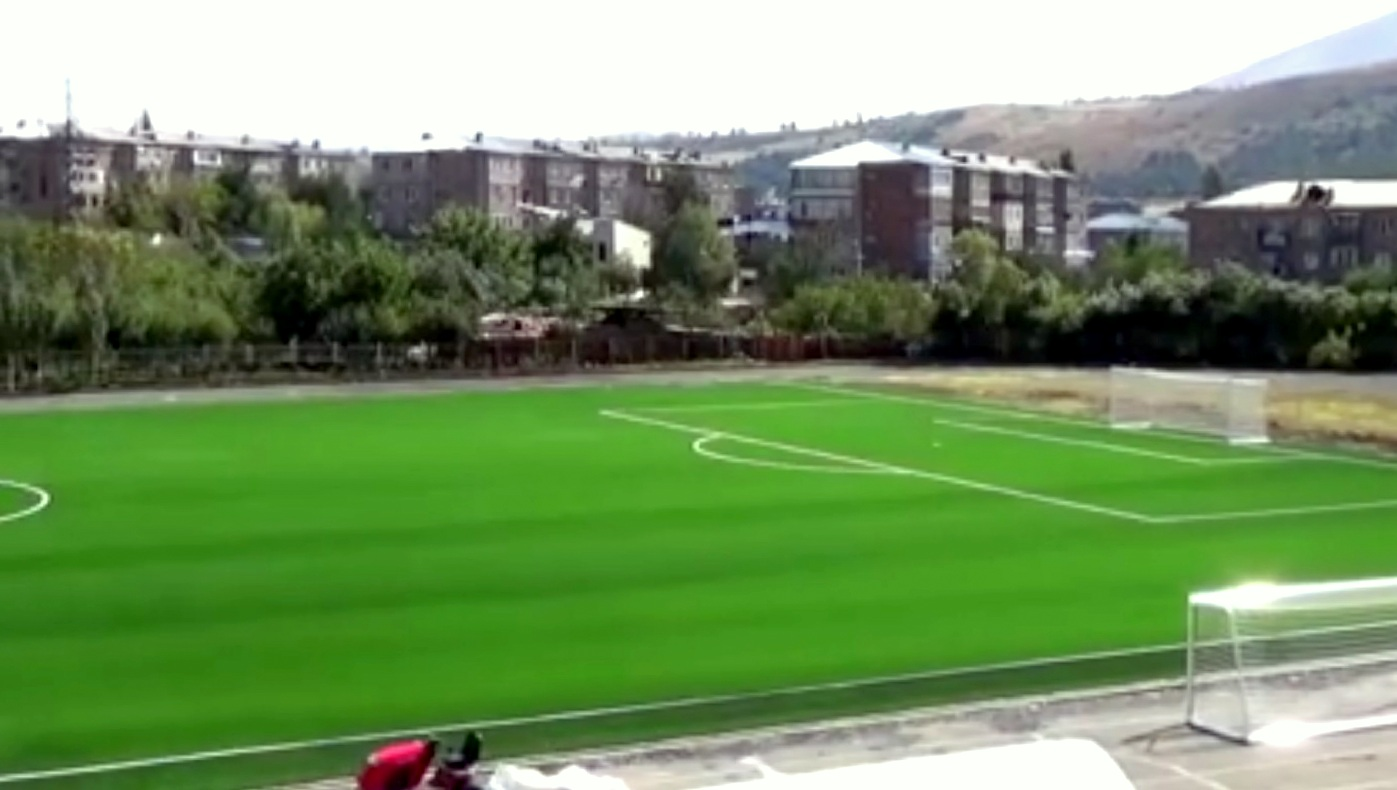
Городской стадион в 2017 году.

Городской стадион был открыт в 1970 году и вмещает 5000 зрителей.
Подробная страница о Городском стадионе

## Статистика
| Сезон       | Дивизион            | Место | В  | Н | П  | Очки |
| ----------- | ------------------- | ----- | -- | - | -- | ---- |
| 1990        | Лига Армянской ССР  | 14    | 12 | 4 | 14 | 28   |
| 1991        | Лига Армянской ССР  | 16    | 10 | 9 | 19 | 29   |
| 1992        | Первая лига Армении | 10    | 14 | 3 | 9  | 31   |
| 1993        | Первая лига Армении | 9     | -  | - | -  | -    |
| 1994 — н.в. | Не участвует        | -     | -  | - | -  | -    |